# The Complete Depeche Mode
The Complete Depeche Mode – pełna dyskografia (644 utwory) grupy Depeche Mode, która ukazała się na serwerze iTunes 19 grudnia 2006. W jej skład wchodzą:
- Speak & Spell (2006 digital remaster)
  1. New Life – 3:46
  2. I Sometimes Wish I Was Dead – 2:18
  3. Puppets – 3:57
  4. Boys Say Go! – 3:07
  5. Nodisco – 4:15
  6. What's Your Name? – 2:45
  7. Photographic – 4:45
  8. Tora! Tora! Tora! – 4:36
  9. Big Muff – 4:24
  10. Any Second Now (Voices) – 2:35
  11. Just Can’t Get Enough – 3:44
  12. Dreaming of Me – 4:03
- A Broken Frame (2006 digital remaster)
  1. Leave in Silence – 4:48
  2. My Secret Garden – 4:46
  3. Monument – 3:14
  4. Nothing to Fear – 4:16
  5. See You – 4:33
  6. Satellite – 4:43
  7. The Meaning of Love – 3:06
  8. A Photograph of You – 3:05
  9. Shouldn't Have Done That – 3:13
  10. The Sun and the Rainfall – 5:05
- Construction Time Again (2007 digital remaster)
  1. Love, in Itself – 4:30
  2. More Than a Party – 4:44
  3. Pipeline – 5:55
  4. Everything Counts – 4:22
  5. Two Minute Warning – 4:14
  6. Shame – 3:45
  7. The Landscape Is Changing – 4:49
  8. Told You So – 4:25
  9. And Then... – 4:35
  10. Everything Counts (Reprise) – 1:05
- Some Great Reward (2006 digital remaster)
  1. Something to Do – 3:46
  2. Lie to Me – 5:03
  3. People Are People – 3:52
  4. It Doesn't Matter – 4:45
  5. Stories of Old – 3:14
  6. Somebody – 4:27
  7. Master and Servant – 4:12
  8. If You Want – 4:40
  9. Blasphemous Rumours – 6:22
- Black Celebration
  1. Black Celebration – 4:57
  2. Fly on the Windscreen (Final) – 5:19
  3. A Question of Lust – 4:22
  4. Sometimes – 1:54
  5. It Doesn't Matter Two – 2:51
  6. A Question of Time – 4:09
  7. Stripped – 4:17
  8. Here Is the House – 4:16
  9. World Full of Nothing – 2:48
  10. Dressed in Black – 2:34
  11. New Dress – 3:45
- Music for the Masses (2006 digital remaster)
  1. Never Let Me Down Again – 4:48
  2. The Things You Said – 4:02
  3. Strangelove – 4:56
  4. Sacred – 4:47
  5. Little 15 – 4:18
  6. Behind the Wheel – 5:18
  7. I Want You Now – 3:45
  8. To Have and To Hold – 2:51
  9. Nothing – 4:12
  10. Pimpf – 5:01
- Violator (2006 digital remaster)
  1. World in My Eyes – 4:26
  2. Sweetest Perfection – 4:43
  3. Personal Jesus – 4:56
  4. Halo – 4:30
  5. Waiting for the Night – 6:07
  6. Enjoy the Silence – 6:12
  7. Policy of Truth – 4:55
  8. Blue Dress – 5:39
  9. Clean – 5:31
- Songs of Faith and Devotion (2006 digital remaster)
  1. I Feel You – 4:35
  2. Walking in My Shoes – 5:26
  3. Condemnation – 3:29
  4. Mercy in You – 4:17
  5. Judas – 5:14
  6. In Your Room – 6:26
  7. Get Right With Me – 3:52
  8. Rush – 4:37
  9. One Caress – 3:32
  10. Higher Love – 5:56
- Ultra
  1. Barrel of a Gun – 5:35
  2. The Love Thieves – 6:34
  3. Home – 5:42
  4. It’s No Good – 5:58
  5. Uselink – 2:21
  6. Useless – 5:12
  7. Sister of Night – 6:04
  8. Jazz Thieves – 2:54
  9. Freestate – 6:44
  10. The Bottom Line – 4:26
  11. Insight – 6:26
  12. Junior Painkiller – 2:11
- Exciter
  1. Dream On – 4:19
  2. Shine – 5:32
  3. The Sweetest Condition – 3:42
  4. When the Body Speaks – 6:01
  5. The Dead of Night – 4:50
  6. Lovetheme – 2:02
  7. Freelove – 6:10
  8. Comatose – 3:24
  9. I Feel Loved – 4:20
  10. Breathe – 5:17
  11. Easy Tiger – 2:05
  12. I Am You – 5:10
  13. Goodnight Lovers – 3:48
- Playing the Angel
  1. A Pain That I’m Used To – 4:11
  2. John the Revelator – 3:42
  3. Suffer Well – 3:50
  4. The Sinner in Me – 4:55
  5. Precious – 4:10
  6. Macro – 4:02
  7. I Want It All – 6:10
  8. Nothing’s Impossible – 4:21
  9. Introspectre – 1:42
  10. Damaged People – 3:28
  11. Lillian – 4:46
  12. The Darkest Star – 6:55
- Sounds of the Universe
  1. In Chains – 6:53
  2. Hole To Feed – 3:59
  3. Wrong – 3:13
  4. Fragile Tension – 4:09
  5. Little Soul – 3:31
  6. In Sympathy – 4:54
  7. Peace – 4:29
  8. Come Back – 5:15
  9. Spacewalker – 1:43
  10. Perfect – 4:33
  11. Miles Away / The Truth Is – 4:14
  12. Jezebel – 5:10
  13. Corrupt – 5:04
- Delta Machine
  1.  Welcome to My World – 4:56
  2. Angel – 3:57
  3. Heaven – 4:06
  4. Secret to the End – 4:12
  5. My Little Universe – 4:25
  6. Slow – 3:45
  7. Broken – 3:58
  8. The Child Inside – 4:16
  9. Soft Touch / Raw Nerve  – 3:26
  10. Should Be Higher – 5:04
  11. Aloone – 4:29
  12. Soothe My Soul  – 5:22
  13. Goodbye – 5:04
- 101
  1. Pimpf (Live 1988) – 1:09
  2. Behind the Wheel (Live 1988) – 5:.54
  3. Strangelove (Live 1988) – 4:49
  4. Sacred (Live 1988) – 5:11
  5. Something to Do (Live 1988) – 3:53
  6. Blasphemous Rumours (Live 1988) – 5:08
  7. Stripped (Live 1988) – 6:43
  8. Somebody (Live 1988) – 4:36
  9. Things You Said (Live 1988) – 4:18
  10. Black Celebration (Live 1988) – 4:54
  11. Shake the Disease (Live 1988) – 5:10
  12. Nothing (Live 1988) – 4:35
  13. Pleasure Little Treasure (Live 1988) – 4:38
  14. People Are People (Live 1988) – 4:58
  15. A Question of Time (Live 1988) – 4:12
  16. Never Let Me Down Again (Live 1988) – 6:39
  17. A Question of Lust (Live 1988) – 4:06
  18. Master and Servant (Live 1988) – 4:29
  19. Just Can’t Get Enough (Live 1988) – 4:00
  20. Everything Counts / Pimpf (Live 1988) – 12:32 (6:31 / 4:02)
- Songs of Faith and Devotion Live
  1. I Feel You (Live 1993) – 7:11
  2. Walking in My Shoes (Live 1993) – 6:41
  3. Condemnation (Live 1993) – 3:56
  4. Mercy in You – 4:20
  5. Judas (Live 1993) – 5:01
  6. In Your Room (Live 1993) – 6:47
  7. Get Right With Me (Live 1993) – 3:11
  8. Rush (Live 1993) – 4:35
  9. One Caress (Live 1993) – 3:35
  10. Higher Love (Live 1993) – 7:30
- Touring the Angel: Live in Milan
  1. A Pain That I’m Used To (Live in Milan) – 4:21
  2. John the Revelator (Live in Milan) – 3:35
  3. Precious (Live in Milan) – 4:42
  4. Suffer Well (Live in Milan) – 3:36
  5. Macro (Live in Milan) – 4:31
  6. I Want It All (Live in Milan) – 4:48
  7. The Sinner in Me (Live in Milan) – 5:26
  8. Damaged People (Live in Milan) – 3:35
- The Singles (81-85)
  1. Dreaming of Me – 3:46
  2. New Life (Single Version) – 3:45
  3. Just Can’t Get Enough (Single Version) – 3:44
  4. See You (Single Version) – 3:57
  5. The Meaning of Love (Single Version) – 3:05
  6. Leave in Silence (Single Version) – 4:02
  7. Get the Balance Right! (Single Version) – 3:15
  8. Everything Counts (Single Version) – 3:59
  9. Love, in Itself (Single Version) – 4:00
  10. People Are People (Single Version) – 3:46
  11. Master and Servant (Single Version) – 3:47
  12. Blasphemous Rumours (Single Version) – 5:09
  13. Somebody (Single Version) – 4:22
  14. Shake the Disease (Single Version) – 4:49
  15. It’s Called a Heart (Single Version) – 3:51
  16. Photographic (Some Bizzare Version) – 3:13
  17. Just Can’t Get Enough (Schizo Mix) – 6:46
- The Singles (86–98)
  1. Stripped (Single Version) – 3:51
  2. A Question of Lust (Single Version) – 4:30
  3. A Question of Time (Single Version) – 4:00
  4. Strangelove (Single Version) – 3:47
  5. Never Let Me Down Again (Single Version) – 4:22
  6. Behind the Wheel (Single Version) – 4:02
  7. Personal Jesus (Single Version) – 3:46
  8. Enjoy the Silence (Single Version) – 4:16
  9. Policy of Truth (Single Version) – 5:14
  10. World in My Eyes (7” Version) – 3:57
  11. I Feel You (Single Version) – 4:35
  12. Walking in My Shoes (Single Version) – 5:02
  13. Condemnation (Single Version) – 3:23
  14. In Your Room (Single Version) – 4:50
  15. Barrel of a Gun (Single Version) – 5:27
  16. It’s No Good (Single Version) – 5:59
  17. Home (Single Version) – 5:46
  18. Useless (Single Version) – 4:53
  19. Only When I Lose Myself (Single Version) – 4:41
  20. Little 15 (Single Version) – 4:13
  21. Everything Counts (Live) (Single Version) – 6:38
- The Remixes 81–04
  1. Never Let Me Down Again (Split Mix) – 9:31
  2. Policy of Truth (Capitol Mix) – 8:00
  3. Shout (Rio Mix) – 7:31
  4. Home (Air „Around the Golf” Remix) – 3:55
  5. Strangelove (Blind Mix) – 6:33
  6. Rush (Spiritual Guidance Mix) – 5:26
  7. I Feel You (Renegade Soundwave Afghan Surgery Mix) – 4:57
  8. Barrel of a Gun (Underworld Hard Mix) – 9:36
  9. Route 66 (Beatmasters Mix) – 6:18
  10. Freelove (DJ Muggs Remix) – 4:23
  11. I Feel Loved (Chamber’s Remix) – 6:16
  12. Just Can’t Get Enough (Schizo Mix) – 6:46
  13. Personal Jesus (Pump Mix) – 7:47
  14. World in My Eyes (Mode to Joy) – 6:28
  15. Get the Balance Right! (Combination Mix) – 7:55
  16. Everything Counts (Absolut Mix) – 6:02
  17. Breathing in Fumes – 6:05
  18. Painkiller (Kill the Pain Mix – DJ Shadow vs: Depeche Mode) – 6:29
  19. Useless (The Kruder + Dorfmeister Session) – 9:05
  20. In Your Room (The Jeep Rock Mix) – 6:19
  21. Dream On (Dave Clarke Acoustic Version) – 4:24
  22. It’s No Good (Speedy J Mix) – 5:01
  23. Master and Servant (An ON-USound Science Fiction Dance Hall Classic) – 4:35
  24. Enjoy the Silence (Timo Maas Extended Remix) – 8:43
- Singles Box Set 1 – DMBX1
  1. Dreaming of Me – 3:47
  2. Ice Machine – 3:54
  3. New Life (Remix) – 3:59
  4. Shout – 3:46
  5. Shout (Rio Mix) – 7:34
  6. Just Can’t Get Enough – 3:45
  7. Any Second Now – 3:09
  8. Just Can’t Get Enough (Schizo Mix) – 6:48
  9. Any Second Now (Altered) – 5:42
  10. See You (Extended Version) – 4:51
  11. Now This Is Fun – 3:25
  12. Now This Is Fun (Extended Version) – 4:42
  13. The Meaning of Love – 3:07
  14. Oberkorn (It’s a Small Town) – 4:10
  15. The Meaning of Love (Fairly Odd Mix) – 5:01
  16. Oberkorn (It’s a Small Town) (Development Mix) – 7:40
  17. Leave in Silence – 4:02
  18. Excerpt From: My Secret Garden – 3:16
  19. Leave in Silence (Longer) – 6:32
  20. Further Excerpts From: My Secret Garden – 4:23
  21. Leave in Silence (Quieter) – 3:43
- Singles Box Set 2 – DMBX2
  1. Get the Balance Right! – 3:13
  2. The Great Outdoors! – 5:03
  3. Get the Balance Right! (Combination Mix) – 7:58
  4. Tora! Tora! Tora! (Live in Hammersmith) – 4:12
  5. Everything Counts – 3:59
  6. Work Hard – 4:22
  7. Everthing Counts (In Larger Amounts) – 7:21
  8. Work Hard (East End Remix) – 6:59
  9. Love, in Itself·2 – 4:02
  10. Fools – 4:17
  11. Love, in Itself·3 – 7:17
  12. Fools (Bigger) – 7:39
  13. Love, in Itself·4 – 4:39
  14. People Are People – 3:46
  15. In Your Memory – 4:03
  16. People Are People (Different Mix) – 7:14
  17. In Your Memory (Slik Mix) – 8:13
  18. Master and Servant – 3:48
  19. (Set Me Free) Remotivate Me – 4:13
  20. Master and Servant (Slavery Whip Mix) – 9:38
  21. (Set Me Free) Remotivate Me (Release Mix) – 8:49
  22. Master and Servant (Voxless) – 4:00
  23. Blasphemous Rumours – 6:23
  24. Told You So (Live in Liverpool) – 4:56
  25. Somebody (Remix) – 4:20
  26. Everything Counts (Live in Liverpool) – 5:53
- Singles Box Set 3 – DMBX3
  1. Shake the Disease – 4:48
  2. Flexible – 3:11
  3. Shake the Disease (Remixed Extended) – 8:46
  4. Flexible (Remixed Extended) – 6:16
  5. Shake the Disease (Edit the Shake) – 7:11
  6. Something to Do (Metal Mix) – 7:26
  7. It’s Called a Heart – 3:50
  8. Fly on the Windscreen – 5:05
  9. It’s Called a Heart (Extended) – 7:20
  10. Fly on the Windscreen (Extended) – 7:49
  11. Fly on the Windscreen (Death Mix) – 5:07
  12. Stripped – 3:53
  13. But Not Tonight – 4:17
  14. Stripped (Highland Mix) – 6:42
  15. But Not Tonight (Extended Remix) – 5:14
  16. Breathing in Fumes – 6:06
  17. Fly on the Windscreen (Quiet Mix) – 4:25
  18. Black Day – 2:37
  19. A Question of Lust (Single Version) – 4:29
  20. Christmas Island – 4:51
  21. Christmas Island (Extended) – 5:39
  22. People Are People (Live in Basel) – 4:23
  23. It Doesn't Matter Two (Instrumental) – 2:48
  24. A Question of Lust (Minimal) – 6:47
  25. A Question of Time (Remix) – 4:05
  26. Black Celebration (Live) – 6:05
  27. Something to Do (Live) – 3:50
  28. Stripped (Live) – 6:23
  29. More Than a Party (Live) – 5:07
  30. A Question of Time (Extended Remix) – 6:39
  31. Black Celebration (Black Tulip Mix) – 6:34
  32. A Question of Time (New Town Mix/Live Remix) – 1:08
  33. Little 15 – 4:16
  34. Stjarna – 4:25
  35. Sonata No 14 in C#m (Moonlight Sonata) – 5:36
- Singles Box Set 4 – DMBX4
  1. Strangelove – 3:49
  2. Pimpf – 4:34
  3. Strangelove (Maxi Mix) – 6:35
  4. Strangelove (Midi Mix) – 1:40
  5. Pimpf – 5:22
  6. Strangelove (Blind Mix) – 6:34
  7. Strangelove (Pain Mix) – 7:21
  8. Agent Orange – 5:07
  9. Never Let Me Down Again – 4:23
  10. Pleasure, Little Treasure – 2:53
  11. Never Let Me Down Again (Split Mix) – 9:36
  12. Pleasure, Little Treasure (Glitter Mix) – 5:37
  13. Never Let Me Down Again (Aggro Mix) – 4:56
  14. Never Let Me Down Again (Tsangarides Mix) – 4:24
  15. Pleasure Little Treasure (Join Mix) – 4:54
  16. To Have and To Hold (Spanish Taster) – 2:36
  17. Behind the Wheel (Remix) – 4:03
  18. Route 66 – 4:11
  19. Behind the Wheel (Shep Pettibone Mix) – 5:57
  20. Route 66 (Beatmasters Mix) – 6:22
  21. Behind the Wheel (Beatmasters Mix) – 8:01
  22. Route 66 (Casualty Mix) – 10:41
  23. Behind the Wheel (LP Mix) – 5:20
  24. Everything Counts (Live) – 5:48
  25. Nothing (Live) – 4:42
  26. Sacred (Live) – 5:14
  27. A Question of Lust (Live 1988) – 4:15
  28. Everything Counts (Tim Simenon/Mark Saunders Remix) – 5:32
  29. Nothing (Justin Strauss Mix) – 7:04
  30. Strangelove (Tim Simenon/Mark Saunders Remix) – 6:33
  31. Everything Counts (Absolut Mix) – 6:04
  32. Everything Counts (Original 1983 Mix) – 7:22
  33. Nothing (US 7” Mix) – 4:01
  34. Everything Counts (Reprise) – 0:56
  35. Personal Jesus – 3:46
  36. Dangerous – 4:22
  37. Personal Jesus (Acoustic) – 3:28
  38. Dangerous (Hazchemix Edit) – 3:05
  39. Personal Jesus (Holier Than Thou Approach) – 5:50
  40. Dangerous (Sensual Mix) – 5:24
  41. Personal Jesus (Pump Mix) – 7:50
  42. Personal Jesus (Telephone Stomp Mix) – 5:34
  43. Dangerous (Hazchemix) – 5:36
  44. Enjoy the Silence (7” Version) – 4:18
  45. Memphisto – 4:03
  46. Enjoy the Silence (Hands and Feet Mix) – 6:41
  47. Enjoy the Silence (Ecstatic Dub) – 5:44
  48. Sibeling – 3:18
  49. Enjoy the Silence (Bass Line) – 7:42
  50. Enjoy the Silence (Harmonium) – 2:43
  51. Enjoy the Silence (Ricki Tik Tik Mix) – 5:58
  52. Enjoy the Silence (The Quad: Final Mix) – 15:27
- Singles Box Set 5 – DMBX5
  1. Policy of Truth (7” Version) – 5:11
  2. Kaleid (7” Version) – 4:18
  3. Policy of Truth (Beat Box) – 7:13
  4. Policy of Truth (Capitol Mix) – 8:02
  5. Kaleid (When Worlds Mix) – 5:23
  6. Policy of Truth (Trancentral Mix) – 5:55
  7. Kaleid (Remix) – 4:37
  8. Policy of Truth (Pavlov’s Dub) – 6:02
  9. World in My Eyes (7” Version) – 4:00
  10. Happiest Girl (Jack Mix) – 4:58
  11. Sea of Sin (Tonal Mix) – 4:46
  12. World in My Eyes (Oil Tank Mix) – 7:47
  13. Happiest Girl (Kiss-A-Mix) – 6:17
  14. Sea of Sin (Sensoria) – 6:06
  15. World in My Eyes (Dub in My Eyes) – 6:56
  16. World in My Eyes (Mode to Joy) – 6:30
  17. Happiest Girl (The Pulsating Orbital Mix) – 6:28
  18. World in My Eyes (Mayhem Mode) – 4:56
  19. Happiest Girl (The Pulsating Orbital Vocal Mix) – 7:58
  20. I Feel You (Seven Inch Mix) – 4:37
  21. One Caress – 3:31
  22. I Feel You (Throb Mix) – 6:49
  23. I Feel You (Babylon Mix) – 7:54
  24. I Feel You (Life’s Too Short Mix) – 8:35
  25. I Feel You (Swamp Mix) – 7:28
  26. I Feel You (Renegade Soundwave Afghan Surgery Mix) – 4:59
  27. I Feel You (Helmet At the Helm Mix) – 6:43
  28. Walking in My Shoes (Seven Inch Mix) – 5:02
  29. My Joy (Seven Inch Mix) – 3:59
  30. Walking in My Shoes (Grungy Gonads Mix) – 6:24
  31. My Joy (Slow Slide Mix) – 5:13
  32. Walking in My Shoes (Extended Twelve Inch Mix) – 6:54
  33. Walking in My Shoes (Random Carpet Mix) – 6:36
  34. Walking in My Shoes (Anandamidic Mix) – 6:11
  35. Walking in My Shoes (Ambient Whale Mix) – 4:56
  36. Condemnation (Paris Mix) – 3:23
  37. Death’s Door (Jazz Mix) – 6:39
  38. Rush (Spiritual Guidance Mix) – 5:31
  39. Rush (Amylnitrate Mix) (Instrumental) – 7:42
  40. Rush (Wild Planet Mix) (Vocal) – 6:24
  41. Condemnation (Live) – 4:10
  42. Personal Jesus (Live) – 6:00
  43. Enjoy the Silence (Live) – 6:46
  44. Halo (Live) – 4:56
  45. In Your Room (Zephyr Mix) – 4:52
  46. Higher Love (Adrenaline Mix) (Edit) – 4:48
  47. In Your Room (Apex Mix) – 6:45
  48. In Your Room (The Jeep Rock Mix) – 6:21
  49. Higher Love (Adrenaline Mix) – 7:50
  50. In Your Room (Extended Zephyr Mix) – 6:43
  51. In Your Room (Live) – 6:51
  52. Policy of Truth (Live) – 5:08
  53. World in My Eyes (Live) – 6:15
  54. Fly on the Windscreen (Live) – 5:22
  55. Never Let Me Down Again (Live) – 5:01
  56. Death’s Door (Live) – 2:47
- Singles Box Set 6 – DMBX6
  1. Barrel of a Gun – 5:32
  2. Painkiller – 7:29
  3. Barrel of a Gun (Underworld Soft Mix) – 6:29
  4. Barrel of a Gun (One Inch Punch Mix) – 5:27
  5. Barrel of a Gun (Underworld Hard Mix) – 9:38
  6. Barrel of a Gun (United Mix) – 6:36
  7. Painkiller (Plastikman Mix) – 8:40
  8. Barrel of a Gun (3:Phase Mix) – 5:25
  9. Barrel of a Gun (One Inch Punch Mix) (Version 2) – 5:29
  10. It’s No Good – 6:00
  11. Slowblow – 5:25
  12. It’s No Good (Dom T’s Bass Bounce Mix) – 7:16
  13. It’s No Good (Speedy J Mix) – 5:04
  14. It’s No Good (Hardfloor Mix) – 6:43
  15. Slowblow (Darren Price Mix) – 6:29
  16. It’s No Good (Andrea Parker Mix) – 6:14
  17. It’s No Good (Motor Bass Mix) – 3:48
  18. Home – 5:47
  19. Home (Air „Around the Golf” Remix) – 3:57
  20. Home (LFO Meant to Be) – 4:26
  21. Home (The Noodles and the Damage Done) – 6:37
  22. Home (Jedi Knights Remix) (Drowning in Time) – 7:02
  23. Home (Grantby Mix) – 4:39
  24. Barrel of a Gun (Live) – 6:02
  25. It’s No Good (Live) – 4:08
  26. Useless (Remix) – 4:54
  27. Useless (Escape From Wherever: Parts 1 & 2!) – 7:17
  28. Useless (Cosmic Blues Mix) – 6:57
  29. Useless (CJ Bolland Ultrasonar Mix) – 6:02
  30. Useless (The Kruder + Dorfmeister Session) – 9:09
  31. Useless (CJ Bolland Funky Sub Mix) – 5:39
  32. Useless (Air 20 Mix) – 7:58
  33. Useless (Live) – 5:22
  34. Only When I Lose Myself – 4:36
  35. Surrender – 6:19
  36. Headstar – 4:24
  37. Only When I Lose Myself (Subsonic Legacy Remix) – 7:03
  38. Only When I Lose Myself (Dan the Automator Mix) – 4:57
  39. Headstar (Luke Slater Remix) – 5:48
  40. Only When I Lose Myself (Gus Gus Long Play Mix) – 11:21
  41. Painkiller (Kill the Pain Mix – DJ Shadow vs: Depeche Mode) – 6:34
  42. Surrender (Catalan FC Out of Reach Mix) – 6:55
  43. Only When I Lose Myself (Gus Gus Short Play Mix) – 5:07
  44. World in My Eyes (Safar Mix) – 8:31
  45. Dream On (Single Version) – 3:43
  46. Easy Tiger (Full Version) – 4:57
  47. Easy Tiger (Bertrand Burgalat & A:S Dragon Version) – 4:53
  48. Dream On (Bushwacka Tough Guy Mix) – 6:08
  49. Dream On (Dave Clarke Acoustic Version) – 4:24
  50. Dream On (Octagon Man Mix) – 5:24
  51. Dream On (Kid 606 Mix) – 4:46
  52. Dream On (Dave Clarke Remix) – 5:14
  53. Dream On (Bushwacka Blunt Mix) – 6:49
- Singles Box Set 7 – DMBX7
  1. I Feel Loved (Single Version) – 3:41
  2. Dirt (Single Version) – 5:00
  3. I Feel Loved (Extended Instrumental) – 8:28
  4. I Feel Loved (Danny Tenaglia’s Labor of Love Edit) – 7:59
  5. I Feel Loved (Thomas Brinkmann Mix) – 5:29
  6. I Feel Loved (Chamber’s Remix) – 6:16
  7. I Feel Loved (Danny Tenaglia’s Labor of Love Dub) – 2:07
  8. I Feel Loved (Umek Mix) – 4:58
  9. Freelove (Flood Mix) – 4:03
  10. Zenstation – 6:26
  11. Zenstation (Atom’s Stereonerd Remix) – 5:36
  12. Freelove (Bertrand Burgalat Version) – 5:30
  13. Freelove (Schlammpeitziger „Little Rocking Suction Pump Version”) – 6:53
  14. Freelove (DJ Muggs Remix) – 4:24
  15. Freelove (Console Remix) – 4:44
  16. Breathe (Live) – 5:36
  17. The Dead of Night – 5:11
  18. Goodnight Lovers – 3:50
  19. When the Body Speaks (Acoustic Version) – 6:02
  20. The Dead of Night (Electronicat Remix) – 7:38
  21. Goodnight Lovers (Isan Falling Leaf Mix) – 5:53
  22. Enjoy the Silence (Reinterpreted by Mike Shinoda) – 3:33
  23. Halo (Goldfrapp Remix) – 4:24
  24. Enjoy the Silence (Timo Maas Extended Remix) – 8:45
  25. Enjoy the Silence (Ewan Pearson Remix (Radio Edit)) – 3:34
  26. Something to Do (Black Strobe Remix) – 7:15
  27. Enjoy the Silence (Richard X Extended Mix) – 8:25
  28. Enjoy the Silence (Ewan Pearson Extended Remix) – 8:39
  29. World in My Eyes (Cicada Remix) – 6:19
  30. Mercy in You – 7:04
  31. Photographic (Rex the Dog Dubb Mix) – 6:23
  32. Clean (Colder Version) – 7:12
  33. Little 15 (Ulrich Schnauss Remix) – 4:58
  34. Precious – 4:10
  35. Precious (Sasha’s Spooky Mix) (Single Edit) – 5:46
  36. Precious (Sasha’s Gargantuan Vocal Mix) (Full Length) – 9:46
  37. Precious (Misc Full Vocal Mix) – 5:43
  38. Free – 5:12
  39. Precious (Motor Remix) – 6:37
  40. Precious (Michael Mayer Ambient Mix) – 3:39
  41. Precious (Sasha’s Spooky Mix (Full Length)) – 10:36
  42. Precious (Michael Mayer Balearic Mix) – 7:20
  43. Precious (Misc Crunch Mix) – 6:55
  44. A Pain That I’m Used To – 4:13
  45. Newborn – 5:34
  46. A Pain That I’m Used To (Jacques Lu Cont Remix) – 7:55
  47. A Pain That I’m Used To (Jacques Lu Cont Dub) – 8:02
  48. A Pain That I’m Used To (Goldfrapp Remix) – 4:43
  49. A Pain That I’m Used To (Bitstream Spansule Mix) – 7:26
  50. A Pain That I’m Used To (Telex Remix) – 3:28
  51. Newborn (Foster Remix by Kettel) – 5:29
  52. A Pain That I’m Used To (Bitstream Threshold Mix) – 6:10
- Singles Box Set 8 – DMBX8
  1. Suffer Well – 3:52
  2. Better Days – 2:28
  3. Suffer Well (Tiga Remix) – 6:30
  4. Suffer Well (Narcotic Thrust Vocal Dub) – 6:44
  5. Suffer Well (Alter Ego Remix) – 6:09
  6. Suffer Well (M83 Remix) – 4:33
  7. Suffer Well (Metope Vocal Remix) – 6:29
  8. Suffer Well (Metope Remix) – 6:53
  9. Suffer Well (Alter Ego Dub) – 8:49
  10. Better Days (Basteroid 'Dance Is Gone' Vocal Mix) – 7:12
  11. The Darkest Star (Monolake Remix) – 5:43
  12. Suffer Well (Tiga Dub) – 5:32
  13. The Darkest Star (Holden Remix) – 7:48
  14. The Darkest Star (Holden Dub) – 7:59
  15. John the Revelator (Single Version) – 3:19
  16. Lilian (Single Version) – 3:35
  17. John the Revelator (Dave Is in the Disco Tiefshwarz Remix) – 7:54
  18. John the Revelator (Murk Mode Remix) – 7:16
  19. John the Revelator (UNKLE Re Construction) – 5:02
  20. John the Revelator (Boosta Club Remix) – 4:50
  21. John the Revelator (Tiefschwarz Dub) – 8:13
  22. Nothing’s Impossible (Bare) – 4:05
  23. Lilian (Chab Vocal Remix) – 9:07
  24. John the Revelator (UNKLE Dub) – 5:49
  25. Lilian (Robag Wruhme Slomoschen Kikker) – 3:46
  26. Lilian (Chab Dub) – 7:12
  27. John the Revelator (Murk Mode Dub) – 8:36
  28. Martyr (Single Version) – 3:21
  29. Martyr (Booka Shade Full Vocal Mix Edit) – 6:22
  30. Martyr (Paul Van Dyk Remix Edit) – 7:18
  31. Martyr (Alex Smoke Gravel Mix) – 6:40
  32. Never Let Me Down Again (Digitalism Remix) – 4:3
  33. Martyr Martyr (Dreher & S:M: Art B:N: Reload Remix – 5:1
  34. Martyr (Booka Shade Travel Mix) – 6:20
  35. Martyr (Booka Shade Dub Mix) – 8:17
  36. Personal Jesus (Boys Noize Rework) – (6:5
  37. Everything Counts (Oliver Huntemann & Stephan Bodzin Dub) – 6:53
  38. People Are People (Underground Resistance Remix) – 7:22
- Digital Only Remixes
  1. Enjoy the Silence (Richard X Mix) – 3:32
  2. Something to Do (Black Strobe Alternative Mix) – 8:27
  3. Photographic (Rex the Dog Faithful Mix) – 4:42
  4. Enjoy the Silence (Timo Maas Instrumental) – 8:44
  5. Enjoy the Silence (Ewan Pearson Extended Instrumental) – 8:36
  6. Precious (Calderone & Quayle Damaged Club Mix) – 12:09
  7. A Pain That I’m Used To (Telex Club Mix) – 5:53
  8. A Pain That I’m Used To (Telex Remix 2) – 3:29
  9. A Pain That I’m Used To (Radio Version) – 3:27
  10. Suffer Well (M83 Instrumental) – 4:34
  11. John the Revelator (Bill Hamel’s Audio Magnetics Club Remix) – 7:49
  12. John the Revelator (Bill Hamel’s Audio Magnetics Dub) – 7:49
  13. John the Revelator (Bill Hamel’s Audio Magnetics Edit) – 4:43
  14. John the Revelator (Boosta Edit) – 3:58
  15. John the Revelator (James T: Cotton Dub) – 6:04
  16. John the Revelator (Murk Miami Remix) – 9:20
  17. John the Revelator (Tiefschwarz Edit) – 3:57
  18. John the Revelator (UNKLE Edit) – 3:19
  19. John the Revelator (UNKLE Instrumental) – 5:03
- Previously Unreleased Rehearsal Recordings and Rare Acoustic Performances
  1. John the Revelator (New York Rehearsal) – 3:40
  2. Walking in My Shoes (New York Rehearsal) – 6:11
  3. Home (New York Rehearsal) – 5:31
  4. The Sinner in Me (New York Rehearsal) – 5:01
  5. Suffer Well (New York Rehearsal) – 3:36
  6. I Feel You (New York Rehearsal) – 7:04
  7. Goodnight Lovers (New York Rehearsal) – 4:02
  8. Clean (Bare) – 3:44
  9. Surrender (Bare) – 4:04
  10. Waiting for the Night (Bare) – 4:22
  11. Nothing’s Impossible (Bare) – 4:05
- Rare Early Live Performances
  1. My Secret Garden (Live in Hammersmith) – 7:28
  2. See You (Live in Hammersmith) – 4:10
  3. Satellite (Live in Hammersmith) – 4:28
  4. Tora! Tora! Tora! (Live in Hammersmith) – 4:03
  5. New Life (Live in Hammersmith) – 4:12
  6. Boys Say Go! (Live in Hammersmith) – 2:36
  7. Nothing to Fear (Live in Hammersmith) – 4:28
  8. The Meaning of Love (Live in Hammersmith) – 3:17
  9. Just Can’t Get Enough (Live in Hammersmith) – 5:36
  10. A Photograph of You (Live in Hammersmith) – 3:22
  11. Shout (Live in Hammersmith) – 4:49
  12. Photographic (Live in Hammersmith) – 3:48
  13. Somebody (Live in Liverpool) – 4:27
  14. Two Minute Warning (Live in Liverpool) – 4:36
  15. Told You So (Live in Liverpool) – 4:56
  16. Ice Machine (Live in Liverpool) – 3:45
  17. Everything Counts (Live in Liverpool) – 5:45
  18. Master and Servant (Live in Basel) – 5:40
  19. People Are People (Live in Basel) – 4:23
  20. If You Want (Live in Basel) – 5:15
  21. Shame (Live in Basel) – 4:11
  22. Blasphemous Rumours (Live in Basel) – 5:30
- Rare, Deleted & Promo Only Remixes
  1. People Are People (ON-Usound Remix) – 7:32
  2. Are People People? – 4:28
  3. Master and Servant (Black and Blue Mix) – 8:04
  4. (Set Me Free) Remotivate Me (US 12” Mix) – 8:01
  5. Flexible (Pre-Deportation Mix) – 4:42
  6. It’s Called a Heart (Slow Mix) – 4:49
  7. It’s Called a Heart (Emotion Mix) – 6:51
  8. It’s Called a Heart (Emotion Dub) – 5:31
  9. But Not Tonight (Margouleff US 12” Mix) – 5:14
  10. But Not Tonight (Margouleff Dance Mix) – 6:07
  11. A Question of Lust (Flood Remix) – 5:10
  12. Route 66/Behind the Wheel (Mega Single Mix) – 4:21
  13. Route 66/Behind the Wheel (Megamix) – 7:51
  14. Route 66/Behind the Wheel (Megadub) – 6:16
  15. Little 15 (Bogus Brothers Mix) – 6:10
  16. Personal Jesus (Kazan Cathedral Mix) – 4:17
  17. World in My Eyes (Daniel Miller Mix) – 4:39
  18. Walking in My Shoes (Random Carpet Mix (Full Length)) – 8:36
  19. Slowblow (Mad Professor Mix) – 5:24
  20. Rush (Black Sun Remix) – 6:02
  21. It’s No Good (Club 69 Future Mix) – 8:39
  22. Dream On (Morel’s Pink Noise Club Mix) – 7:44
  23. Dream On (Pink Noise Dub) – 7:02
  24. Dream On (The BRAT Mix) – 8:27
  25. Dream On (Morel’s Pink Is Waiting Mix) – 4:58
  26. I Feel Loved (Danny Tenaglia’s Labor of Love Mix) – 14:13
  27. I Feel Loved (Danny Tenagalia’s Labor of Love Instrumental) – 13:44
  28. Freelove (Deep Dish Freedom Remix) – 11:46
  29. Freelove (Deep Dish Freedom Dub) – 11:17
  30. Freelove (Dave Bascombe Mix) – 4:06
  31. Freelove (Powder Productions Mix) – 8:09
  32. Freelove (Josh Wink Dub) – 8:51
  33. Nothing (Headcleanr Rock Mix) – 3:31
  34. Lie to Me ('The Pleasure of Her Private Shame' Remix by LFO) – 6:35
  35. Precious (DJ Dan’s 4am Mix) – 9:54
  36. Precious (DJ Dan’s 6am Mix) – 9:52
  37. Martyr (Paul Van Dyk Radio Mix) – 3:38
  38. Martyr (Paul Van Dyk Vonyc Lounge Mix) – 7:04
  39. Martyr (Paul Van Dyk Dub Mix) – 10:19
  40. Martyr (Paul Van Dyk Remix) – 10:19
  41. Everything Counts (Troy Pierce Shadows Remix) – 5:59